# Les Clouzeaux
Les Clouzeaux era una comuna francesa situada en el departamento de Vandea, de la región de Países del Loira, que el 1 de enero de 2016 pasó a ser una comuna delegada de la comuna nueva de Aubigny-les-Clouzeaux al fusionarse con la comuna de Aubigny.

## Demografía
| Gráfica de evolución demográfica de Les Clouzeaux entre 1800 y 2014 |
|                                                                     |

Los datos demográficos contemplados en este gráfico de la comuna de Les Clouzeaux se han cogido de 1800 a 1999 de la página francesa EHESS/Cassini, y los demás datos de la página del INSEE.